# Syacium gunteri
Syacium gunteri är en fiskart som beskrevs av Ginsburg, 1933. Syacium gunteri ingår i släktet Syacium och familjen Paralichthyidae. Inga underarter finns listade i Catalogue of Life.